# Dühlbach
Der Dühlbach ist ein knapp 6 Kilometer langer, linker und westlicher Zufluss des Roten Mains in Oberfranken.

## Geographie

### Verlauf
Der Dühlbach entspringt südwestlich des Kühlochs und mündet beim Heinersreuther Gemeindeteil Unterwaiz in den Roten Main.

### Zuflüsse
- Teufelslochgraben (rechts), 1,7 km
- Stockbrunnenbach (rechts), 4,6 km
- Kornbach (links), 3,3 km

### Flusssystem Roter Main
- Fließgewässer im Flusssystem Roter Main

## Natur und Umwelt
Im Frühjahr 2023 stufte das in Hof ansässige Wasserwirtschaftsamt den Zustand des Dühlbachs als unbefriedigend ein. Auf der von 1 (sehr gut) bis 5 (schlecht) reichenden Skala der EU-Wasserrahmenrichtlinie erreichte er nur die Note 4.